# 389 Industria
389 Industria là một tiểu hành tinh lớn ở vành đai chính. Nó được xếp loại tiểu hành tinh kiểu S, có bề mặt sáng.
Tiểu hành tinh này do Auguste Charlois phát hiện ngày 8.3.1894 ở Nice, và được đặt tên bằng tiếng Latinh là Industria, nghĩa là "sự chuyên cần".